# Лучков, Борис Иванович
Борис Иванович Лучков (2 апреля 1932 — 27 апреля 2020) — советский и российский учёный, лауреат Ленинской премии (1970).

## Биография
Родился  2 апреля 1932 г. в Иваново.
Окончил Московский инженерно-физический институт (1956), инженер-физик.
В 1956—1965 инженер ФИАН.
С 1965 г. в МИФИ: старший научный сотрудник, доцент (1968) кафедры экспериментальной ядерной физики, с 1992 г. профессор кафедры микро- и космофизики.
Кандидат физико-математических наук (1965). Старший научный сотрудник (1967). Доктор физико-математических наук (1992). Профессор (1994).
Научные интересы: астрофизика высоких энергий, методика физического эксперимента.
Сочинения:
- Ядерные реакции и космология : [Учеб. пособие] / Б. И. Лучков, А. Ф. Июдин. — М. : МИФИ, 1982. — 90 с. : ил.; 20 см.
- Ядерная астрофизика : [Учеб. пособие] / Б. И. Лучков, А. Ф. Июдин; Моск. инж.-физ. ин-т, [Фак. эксперим. и теорет. физики]. — М. : МИФИ, 1986. — 85,[2] с. : ил.; 20 см.
- Солнце — термоядерный реактор / Б. И. Лучков ; М-во образования Рос. Федерации, М-во Рос. Федерации по атом. энергии, Моск. инж.-физ. ин-т (Гос. ун-т). — М. : Моск. инж.-физ. ин-т (Гос. ун-т), 2002 (Тип. МИФИ). — 87 с. : ил., табл.; 20 см; ISBN 5-7262-0411-5 (в обл.)

Лауреат Ленинской премии (1970) — за работу «Трековые искровые камеры».
Жена — Оксана Фёдоровна Клименко (р. 06.06.1933, умерла). Дети — Андрей, Татьяна, Александр.